# White Walls
White Walls este o trupă de metal progresiv și rock progresiv din Constanța, Dobrogea, România care activează din anul 2009. În prezent, formația îi are ca membri pe Alexandru-Eduard Dascălu la chitară, Eugen Brudaru la voce, Șerban-Ionuț Georgescu la chitară bas și Theodor Scrioșteanu (ex Marian Mihăilă) la baterie.
De-a lungul timpului, White Walls a împărțit scena cu trupe de renume internațional precum  Deftones (US), The Ocean (DE), East Of The Wall (US), Blind Guardian (DE), precum și cu alte trupe de renume românești: Trooper, Luna Amară, Kumm, Byron, E.M.I.L., Omul cu Șobolani (OCS), Implant pentru Refuz, precum și mulți alții.
Pe data de 1 octombrie 2011, White Walls devine prima trupă românească care a susținut un concert live la festivalul ProgPower Europe.

## Istorie

### Înființare
Trupa White Walls a luat înființare pe 25 aprilie 2009, membrii săi fiind asociați cu pionierii metalcore/hardcore-ului românesc, Protest Urban și ulterior cu trupa Murther. Fuziunea membrilor actuali a avut loc odată cu întoarcerea lui Eugen Brudaru în Murther și plecarea lui Florin, vocalul trupei Protest Urban.
Numele trupei a fost ales după melodia omonimă ce închide albumul Colors al celor de la Between The Buried And Me.

### Reputație
- Primul concurs câștigat al trupei este The Battle of Rocksin din 2010[4], o competiție underground pentru numele noi ale muzicii românești de rock/metal.

- În aprilie 2010 White Walls câștigă locul I la Stufstock Newcomers (unul dintre cele mai vechi și mai importante festivaluri de muzică românești).[1]

- Locul 3 la  Maximum Rock - Suport Pentru Underground.[1]

- Locul I la  Global Battle of The Bands Romania, astfel ajungând printre finaliști reprezentând Romania pentru GBOB World Finals în Kuala Lumpur pe 26 februarie 2011. Ca urmare a participării, White Walls a devenit prima trupa românească care a ajuns în top 6 la GBOB, terminând pe locul 4.[1]

- În februarie 2011, White Walls a câștigat competiția pentru “Best Romanian Metal Newcomer” organizată de Metalhead.[1]

- În 2012, locul II pentru "Best Romanian Metal Band".[1]

### Mad Man Circus
Primul material de studio White Walls este LP-ul Mad Man Circus lansat pe 12 octombrie 2010 la netlabelul Asiluum, grafica este semnată de Costin Chioreanu, mixing și masteringul de Marius Costache. Publicul a primit extraordinar de bine lansarea, precum și Mass-media afiliată genului de muzică, un articol începând cu exprimarea: 
Articolul se găsește pe site-ul celor de la Metalhead.

### Escape Artist
Escape Artist este al doilea material de studio semnat White Walls, lansat pe 10 octombrie 2013 în Silver Church.
Materialul este înregistrat la Next Dog Studio (București), Luna Recording Studio (Cluj-Napoca) și NoCity Studio (București), mixing-ul este realizat de Marius Costache, masteringul de Alan Douches (cunoscut și pentru colaborările cu Killswitch, Mastodon, Kvelertak, Sepultura sau The Black Dahlia Murder) iar grafica de Costin Chioreanu (Twilight13Media).

## Discografie

### Albume
- “Mad Man Circus”, LP - 2010
- “Escape Artist”, LP - 2013
- "Grandeur", LP - 2020

## Membri trupei
- Eugen Brudaru - voce
- Alexandru-Eduard Dascălu - chitară
- Șerban-Ionuț Georgescu - chitară bas
- Theodor Scrioșteanu (ex Marian Mihăilă) - baterie